# 米爾希德鄉

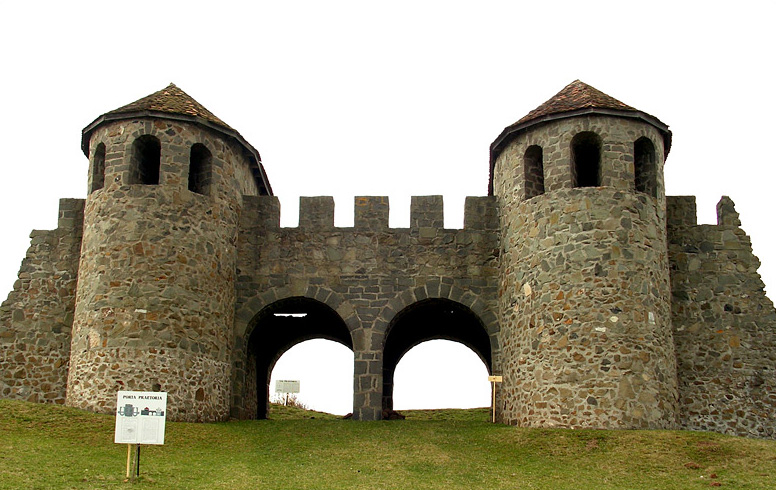

47°14′N 23°08′E / 47.233°N 23.133°E
米爾希德鄉（羅馬尼亞語：Comuna Mirșid, Sălaj），是羅馬尼亞的鄉份，位於該國西北部，由瑟拉日縣負責管轄，面積53平方公里，海拔高度299米，2007年人口2,242，人口密度每平方公里42人。